# Vagten
 For alternative betydninger, se  Vagten (flertydig). (Se også artikler, som begynder med  Vagten (flertydig))
Vagten var et dansk tidsskrift der udkom omkring år 1900.
Undertitlen var "Tidsskrift for Litteratur Kunst Videnskab Politik".
Redaktionen bestod blandt andet af L.C. Nielsen, Mylius-Erichsen og Johannes V. Jensen.
I 1982 udgav forlaget C.A. Reitzel et fotografisk optryk med et efterskrift af Gustav Albeck.
Viggo Stuckenbergs måske mest kendte digt Ingeborg blev trykt i tidsskriftet i sommeren 1899.